# Яцыно, Пётр Петрович
Пётр Петрович Яцы́но (1906—1964) — советский скульптор. Лауреат двух Сталинских премий (1950, 1951).

## Биография
Родился в городе Могилёв, в Российской империи (ныне Белоруссия). Жил и работал в Курске, а в последние годы своей жизни — в Москве, на улице Беговая, рядом с ипподромом. По национальности — из смешанной польско-немецкой семьи. Предки польских кровей по отцу жили в Могилёве, а немецкие по матери происходили из Львова.
По отцу, предположительно, имеет отношение к знатному польскому роду Jacyna. Эта фамилия получила официальный статус шляхетной в XVI веке, её представители относились к восточной шляхте и жили как раз на территории Волыни и нынешней Белоруссии. Герб Яцына внесён в часть 2 Гербовника дворянских родов Царства Польского, стр. 134.
Яцыно П. П. потомственный скульптор. Его отец — могилёвский скульптор Пётр Григорьевич Яцыно. Он автор памятной часовни на месте боя под Салтановкой в Отечественную войну 1812 года, которую построили в 1912 году к 100-летию битвы между русским корпусом Раевского и французским войском под командованием Даву. Сохранилось также несколько его работ в виде надгробных памятников на старинном Машековском кладбище в Могилёве.
Пётр Яцыно с 9 лет помогал отцу в работе. Вместе с отцом в начале 1930-х годов создал памятник Ленину в Могилёве на Театральной площади (уничтожен гитлеровцами).
В 1926 году в Могилёве Пётр окончил музыкальную школу и после работал пианистом в Могилёвском театре.
В начале 1930-х годов переехал учиться и работать в Москву.
Участник Великой Отечественной войны. В августе 1941 года добровольцем из Москвы отправился на фронт. За проявленный героизм при обороне Москвы в 1941 году был представлен к ордену Красного Знамени, но награждён медалью «За боевые заслуги». Отличился в боях октября-ноября 1941 года под Брянском. Воевал командиром 1-го миномёта 1018 стрелкового полка 269 стрелковой дивизии.
Похоронен в Москве на Ваганьковском кладбище (25 уч.).

### Семья
- Сестра — Станислава Петровна Пшеничникова (Яцыно) (1916—1992, похоронена на Домодедовском кладбище)
- Сестра — Каролина Петровна Костян (Яцыно) (1921—1972)
- Сестра — Ирина Петровна Журавская (Яцыно) (Могилёв — Шклов)
- Сестра — Ядвига Петровна (1909—1967, похоронена на Химкинском кладбище)
- Сестра — Александра Петровна Сервирок (Яцыно)
- Сестра — Гелена Петровна Яцыно
- Сестра — Евгения Петровна Яцыно
- Сестра — Мария Петровна Яцыно (1901—1968?)
- Сестра — Зося (Софья) Петровна Первитина (Яцыно) (1912—1980)
- Сестра — Юлия Петровна Жукова (Яцыно)
- Брат — Павел Петрович Яцыно (умер в детстве)
- Жена — Мария Ивановна (1911—1970)

## Творчество
См. категорию Скульптуры Петра Яцыно.
Автор одного из первых памятников В. И. Ленину, им выполнены также:
- памятник В. И. Ленину на Красной площади Курска (1933) разрушен немецко-фашистскими захватчиками в 1943 году
- скульптура «В. И. Ленин» (1936) в 1939 году установлена перед главным павильоном ВСХВ в Москве. Второй памятник Ленину в Москве до 1981 года находился на центральном перроне Ленинградского вокзала, затем перенесён на территорию сельскохозяйственной академии им. Тимирязева.

В 1950-х годах — скульптуры на центральных площадях Казани, Кронштадта, Ялты, Ижевска, Грозного (скульптура разрушена и демонтирована), Иркутска, Липецка, Городка (Витебская обл.) и других городов СССР.
Памятник в Кронштадте в 2000 году был перенесён в сквер Юного Ленинца у здания городской администрации.
Скульптура «И. В. Сталин с Гелей Маркизовой» (1934). Некоторые работы находятся в запасниках Третьяковской галереи в Москве.
Надгробный памятник академику Н. Е. Кочину (1900—1944) на Новодевичьем кладбище в Москве.
Был участником областных выставок. Участвовал во Всесоюзном конкурсе проектов мемориала на Мамаевом кургане в Волгограде.

## Награды и премии
- Сталинская премия первой степени (1950) — за участие в создании горельефа «Клянёмся тебе, товарищ Ленин!» Авторы — Евгений Вучетич и коллектив скульпторов (П. З. Фридман, П. П. Яцыно, Г. Н. Постников)[3].
- Сталинская премия второй степени (1951) — за создание скульптуры «В. И. Ленин».

## Память
Именем П. П. Яцыно названа улица в Могилеве, на доме № 3 — мемориальная доска.